# Großsteingrab Kählstorf
Das Großsteingrab Kählstorf war eine megalithische Grabanlage der jungsteinzeitlichen Nordgruppe der Trichterbecherkultur bei Kählstorf, einem Ortsteil von Berkenthin im Kreis Herzogtum Lauenburg in Schleswig-Holstein. Um 1870 war es noch erhalten, machte aber damals bereits einen verfallenen Eindruck. Bei der Entfernung von Steinen durch einen Bauern wurde ein Keramikgefäß gefunden und zerstört. Die letzten Überreste des Grabes wurden 1885 zu Straßenschotter verarbeitet. Der Beschreibung eines damals anwesenden Straßenwärters nach bestand die Anlage aus einem flachen Hügel, der eine aus großen Findlingen errichtete Grabkammer mit einer Länge von etwa 3 m und einer Breite von etwa 1,5 m umschloss. Zur Orientierung und dem Typ des Grabes liegen keine Angaben vor. Karl Kersten nahm die Anlage in seiner 1951 erschienenen Monografie zu den vor- und frühgeschichtlichen Denkmälern des Kreises Herzogtum Lauenburg unter der Nummer Kählstorf LA 3 auf.